# Sororarchibracon aschantianus
Sororarchibracon aschantianus är en stekelart som först beskrevs av Gyöö Viktor Szépligeti 1901.  Sororarchibracon aschantianus ingår i släktet Sororarchibracon och familjen bracksteklar. Inga underarter finns listade i Catalogue of Life.